# 5 Pułk Dragonów (Cesarstwo Niemieckie)
5 Pułk Dragonów im. Barona von Manteuffela (Reński) (niem. Dragoner-Regiment „Freiherr von Manteuffel“ (Rheinisches) Nr. 5)  – pułk kawalerii niemieckiej okresu Cesarstwa Niemieckiego.

## Charakterystyka
Pułk został sformowany 7 maja 1860. Stacjonował w Hofgeismar . Wchodził w skład XI Korpusu Armijnego .

 Wiosną 1914 był w strukturze 22 Brygady Kawalerii z 22 Dywizji Piechoty.
W wyniku mobilizacji, w sierpniu 1914 pułk osiągnął gotowość bojową i w składzie 22 Brygady Kawalerii z 3 Dywizji Kawalerii został wysłany na front zachodni.

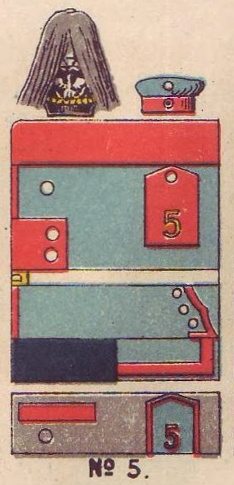
Oznaki pułku